# Дірка Фермі
Дірка Фермі (рос. дырка Ферми, англ. Fermi hole) — область довкола електрона, де ймовірність знаходження іншого електрона з таким же спіном згідно з принципом асиметрії є близькою до нуля.